# Dalton Castle
Brett Giehl (né le 4 mars 1986 à Albany), plus connu sous son nom de ring Dalton Castle, est un catcheur (lutteur professionnel) américain.
Il est lutteur au lycée puis à l'université Case Western Reserve avant de devenir catcheur en 2009 où il utilise déjà le nom de ring de Dalton Castle, un homosexuel extravagant s'inspirant de Freddie Mercury et de David Bowie. En 2013, il commence à travailler pour la Ring of Honor. Il commence à être mis en avant avec ses Boys qui l'accompagnent sur le ring. Il remporte avec eux le championnat du monde par équipe de trois de la ROH. Il est mis en avant en 2017 et devient champion du monde de la ROH.

## Jeunesse
Giehl pratique la lutte au lycée à Rochester puis à l'université Case Western Reserve à Cleveland. Au sein de cette université il participe au championnat de lutte de 3e division NCAA et obtient un diplôme en théâtre.

## Carrière

### Circuit Indépendant (2009-...)
Giehl commence sa carrière en 2009 à Rochester à la Next Era Wrestling en utilisant le nom de Dalton Castle. Son personnage extravagant s'inspire des chanteurs Freddie Mercury et David Bowie. Il travaille son personnage et essaie différentes choses durant cette période.

### Chikara (2014-2015)
Giehl lutte à la Chikara sous le nom d'Ashley Remmington et incarne un propriétaire de yacht. Il apparait pour la première fois dans cette fédération le 25 mai 2014 durant You only live Twice où il bat Chuck Taylor.

### Ring of Honor (2013-2021)

#### Débuts et Top Prospect Tournament (2013-2015)
Il fait ses débuts au sein de la fédération le 11 mai 2013, lors de Dragon's Reign[réf. nécessaire], où son match contre Jimmy Nutts s'est terminé en No-Contest. Après quelques rares apparitions entre 2013 et 2014, il entre dans le Top Prospect Tournament le 3 janvier 2015, accompagné par The Boys, mais perd son premier match contre Ashley Sixx. Le tournoi est remporté par Donovan Dijak, qui, le 7 mars, refuse d'avoir un match de championnat pour le titre de la télévision de la ROH en intégrant The House of Truth. Dalton Castle intervient et défie Jay Lethal pour le titre, mais il ne parvient pas à lui prendre le titre.

#### The Party Peacock (2015-2019)
Lors de Global Wars 2015, le 15 mai, il bat Donovan Dijak, avant de perdre le lendemain contre Jushin Thunder Liger. Il entame une rivalité avec Silas Young qu'il parvient à battre le 19 juin lors de Best in the World 2015. Le 24 juillet, lors de Death Before Dishonor XIII, il perd contre Adam Cole après une intervention de Silas Young. Cette rivalité continue le 22 août, à Field of Honor 2015 après qu'Young ait éliminé Castle dans un Nine Way Elimination match pour être challenger au titre de la télévision de la ROH, match remporté par Watanabe. Les deux hommes vont une nouvelle fois s'affronter lors de All Star Extravaganza VII, avec comme stipulation le don de ses valets si Dalton perd et Silas deviendra un de ses valets si Dalton gagne. Le 18 septembre, à All Star Extravaganza VII, il perd contre Silas Young. Le 18 décembre lors de Final Battle 2015, il perd à nouveau contre Silas Young. Après le match, les Boys se retournent contre Young en le frappant avec une chaise et reviennent auprès de Dalton Castle.
Lors de ROH 15th Anniversary Show, lui et les Boys perdent contre The Kingdom (Matt Taven, T.K. O'Ryan et Vinny Marseglia) et ne remportent pas les ROH World Six-Man Tag Team Championship. Lors de Supercard of Honor XI, il perd contre Christopher Daniels et ne remporte pas le ROH World Championship. Lors de ROH TV du 3 juin, lui, Bully Ray, Jay Briscoe et Mark Briscoe perdent contre Los Ingobernables de Japón (Bushi, Evil, Sanada et Tetsuya Naitō). Lors de Best in the World 2017, lui et les Boys battent Bully Ray, Jay Briscoe et Mark Briscoe et remportent les ROH World Six-Man Tag Team Championship.
Lors de Final Battle 2017, il bat Cody et remporte le ROH World Championship. Lors de ROH Honor United: London, il conserve son titre contre Evil. Le 29 juin 2018 lors de ROH Best in the World 2018, il conserve son titre au cours d'un triple threat match en battant Marty Scurll et Cody.
Le 6 avril 2019 lors de G1 Supercard, Castle perd en 15 secondes contre Rush. Après le match, Castle attaque The Boyz et effectue un heel turn.

### Total Nonstop Action Wrestling (2015)
En 2013, les recruteurs de la Total Nonstop Action Wrestling (TNA) souhaitent l'engager mais il refuse. Il explique cela en septembre 2017 dans l'émission The Art of Wrestling with Colt Cabana, le podcast de Colt Cabana en déclarant qu'il ne pense pas être libre d'utiliser son personnage de Dalton Castle comme il le souhaite.
Il fait quelques apparitions en 2015 au sein de la TNA. Le 15 février, lors de X-Travaganza 3, il perd contre Rockstar Spud. Le lendemain, il bat DJ Z avant de perdre dans un 5-Way Elimination match, remporté par Tevita Fifita.

## Radio
Il travaille également pour une radio locale de musique rock d'Albany, où il interviewe occasionnellement des catcheurs tels que CM Punk, Velvet Sky, Dean Ambrose ou encore Matt Hardy.

## Vie privée
Giehl est marié à une femme prénommée Heather.

## Palmarès
- Empire State Wrestling
  - 1 fois ESW Tag Team Championship (avec Will Calrissian)[27]

- International Wrestling Cartel
  - 1 fois IWC World Heavyweight Championship[28]

- Ring of Honor
  - 1 fois ROH World Championship
  - 1 fois ROH World Television Championship
  - 2 fois ROH World Six-Man Tag Team Championship avec The Boys

## Récompenses des magazines
- Pro Wrestling Illustrated

| Année | 2014 | 2015 | 2016 | 2017 | 2018 | 2019 | 2020 | 2021 | 2022 | 2023 | 2024 |
| ----- | ---- | ---- | ---- | ---- | ---- | ---- | ---- | ---- | ---- | ---- | ---- |
| Rang  | 482  | 221  | 176  | 96   | 15   | 161  | 289  | 367  | 259  | 279  | 171  |

- Wrestling Observer Newsletter
  - Deuxième meilleure gimmick de l'année 2015[30]

## Liens Externes
- CageMatch
- Internet Wrestling Database
- Online World of Wrestling
- Wrestlingdata

- Ressource relative à l'audiovisuel :   - IMDb